# Mark Kac
Mark Kac [márk kác] (poljsko Marek Kac), poljsko-ameriški matematik, * 3. avgust 1914, Krzemieniec, Ruski imperij (sedaj Kremenec, Ukrajina), † 26. oktober 1984, Kalifornija, ZDA.

## Življenje
Kac se je rodil v poljsko-judovski družini. Rojstno mesto Kremenec (Krzemieniec) je od Ruskega imperija pripadlo Poljski, ko je bil Kac še otrok. Najbolj se je zanimal za teorijo verjetnosti. Njegovo vprašanje »Ali se lahko sliši oblika bobna?« je začelo raziskovanje spektralne teorije z zamislijo razumevanja obsega do katerega spekter dovoljuje branje geometrije nazaj. (Na koncu se je izkazalo, da je v splošnem odgovor »negativen.«)
Kac je doktorial iz matematike na poljski Univerzi v Lvovu leta 1937 pod Steinhausovim mentorstvom. Tam je bil član lvovske matematične šole. Po doktoratu je začel iskati službo v tujini in leta 1938 mu je dodeljena štipendija Fundacije Parnas omogočila delo v ZDA. V New York je prišel novembra leta 1938.
Ob začetku 2. svetovne vojne je lahko ostal v ZDA. Njegova starša in brata, ki so ostali v Zahodni Ukrajini, so ubili Nemci v masovnih pobojih v Krzemieniecu avgusta 1942.
Med letoma 1939 in 1961 je bil na Univerzi Cornell, najprej kot inštruktor, od leta 1943 kot izredni, od leta 1947 pa redni profesor. Leta 1943 je prejel ameriško državljanstvo. V akademskem letu 1951–1952 je bil gostujoči profesor na Inštitutu za višji študij. Leta 1952 je skupaj s Theodoreom H. Berlinom uvedel sferični model feromagneta (različico Isingovega modela) in skupaj z Johnom Cliveom Wardom našel eksaktno rešitev dvorazsežnega Isingovega modela s pomočno kombinatorične metode. Leta 1961 je zapustil Cornell in odšel na Rockefellerjevo univerzo v New Yorku. V zgodnjih 1960-ih je delal z Georgeom Eugeneom Uhlenbeckom in Perom Christianom Hemmerjem o matematiki van der Waalsovega plina. Po dvajsetih letih na Rockefellerjevi univerzi je odšel na Univerzo Južne Kalifornije kjer je ostal do konca svoje kariere.

## Znanstveno delo
V svojem članku iz leta 1966 z naslovom »Can one hear the shape of the drum« je Kac postavil vprašanje ali imata lahko dva resonatorja (»bobna«) različnih geometrijskih oblik točno enako množico frekvenc (»zvočnih tonov«)? Odgovor je bil negativen, kar pomeni, da množica lastnih frekvenc enolično ne okarakterizira obliko resonatorja.

## Spomini
- njegova definicija globoke resnice. »Resnica je izjava, katere negacija je napačna. Globoka resnica je resnica, katere negacija je tudi globoka resnica.« (pripisano tudi Nielsu Bohru)
- rad je delal na rezultatih, ki so bili krepki, kar pomeni, da so bili resnični pri mnogih različnih predpostavkah in ne le slučajna posledica množice aksiomov.
- pogosto so Kaceve »dokaze« sestavljali nizi delovnih zgledov, ki so ilustrirali pomembne primere.
- ko sta bila Kac in Richard Phillips Feynman oba na Univerzi Cornell, je Kac odšel na Feynmanovo predavanje in videl, da sta oba delala na isti stvari iz različnih smeri. Sledila je Feynman-Kaceva formula, ki rigorozno dokazuje realni primer Feynmanovih integralov po poti. Kompleksni primer, ki nastopi, če se upošteva spin delca, je še vedno nerešen. Kac se je seznanil z Wienerjevimi procesi z branjem izvirnih člankov Norberta Winerja, ki so bili »najtežji članki, katere sem bral.«[8] Brownovo gibanje je Wienerjev proces. Feynamovi integrali po poti so drug zgled.
- Kacevo razlikovanje med »navadnim genijem«, kot na primer Hans Albrecht Bethe, in »čarovnikom«, kot na primer Feynman, so velikokrat navajali. (Tudi Bethe je bil na Univerzi Cornell.)
- Kac se je začel zanimati za pojavitev statistične neodvisnosti brez naključnosti. Kot zgled za to je predaval o povprečnem številu faktorjev, ki ga ima naključno celo število. To dejansko ni bilo naključno v strogem pomenu besede, ker se nanaša na povprečno število praštevilskih deliteljev (prafaktorjev) celih števil do N, ko gre N proti neskončnosti, kar je preddoločeno. Videl je lahko, da je odgovor enak c log log N, če se predpostavi, da je število praštevilskih deliteljev dveh števil x in y neodvisno, vendar ni mogel podati popolni dokaz neodvisnosti. Med poslušalci je bil Paul Erdős in je kmalu dokončal dokaz s pomočjo teorije sit, rezultat pa je postal znan kot Erdős-Kacev izrek. Oba sta nadaljevala skupno delo in bolj ali manj skupaj z Aurelom Wintnerjem ustvarila področje verjetnostne teorije števil.
- Kac je poslal Erdősu seznam svojih objav in eden od njegovih člankov je v naslovu vseboval besedo »kondenzator«. Erdős mu je pisal nazal: »Molim za tvojo dušo.«
- septembra 1976 je Kac na mednarodnem matematičnem srečanju v Los Alamosu poslušal Mitchella Feigenbauma, ki je predstavljal svojo teorijo. Komaj je Feigenbaum začel opisovati svoje delo, je že vstal Kac in vprašal: »Oprostite, ali nam boste postregli z numeriko ali z dokazom?« Feigenbaum je odvrnil, da več od prvega in manj od drugega. »Toda, ali bi vsaj zmernež to imel za dokaz?«, je odvrnil Kac. Feigenbaum je rekel, da bodo morali pač poslušalci sami presoditi. Po koncu predavanja je pobaral Kaca, kaj meni. Kac je odvrnil s sardonično tresočim se r-jem: »Resnično je to dokaz za zmerneže. Podrobnosti pa lahko prepustimo r-r-rigoroznim matematikom.«

## Priznanja

### Nagrade in častni naslovi
- 1950 — Chauvenetova nagrada za izpostavljeni članek iz leta 1947[14]
- 1959 — članstvo v Ameriški akademiji umetnosti in znanosti
- 1965 — članstvo v Nacionalni akademiji znanosti ZDA
- 1968 — Chauvenetova nagrada (in leta 1967 nagrada Lesterja R. Forda) za izpostavljeni članek iz leta 1966[15]
- 1971 — Solvayev predavatelj v Bruslju
- 1978 — Birkhoffova nagrada
- 1980 — Fermijev predavatelj na Scuola Normale, Pisa

## Izbrana dela
- Mark Kac in Stanislaw Marcin Ulam: Mathematics and Logic: Retrospect and Prospects, Praeger, New York (1968)  Dover paperback reprint.
- Mark Kac, Statistical Independence in Probability, Analysis and Number Theory, Carus Mathematical Monographs, Mathematical Association of America, 1959.[16]
- Mark Kac, Probability and related topics in the physical sciences. 1959 (z doprinosi Uhlenbecka o Boltzmannovi enačbi, Hibbsa o kvantni mehaniki in van der Pola o analogonim končne razlike valovnih in potencialnih enačb, Boulder Seminar 1957).[17]
- Mark Kac, Enigmas of Chance: An Autobiography, Harper and Row, New York, 1985. Sloan Foundation Series. Objavljeno posmrtno s spominskim zapisom Gian-Carla Rote.[18]